# Lorenzo Sabatini

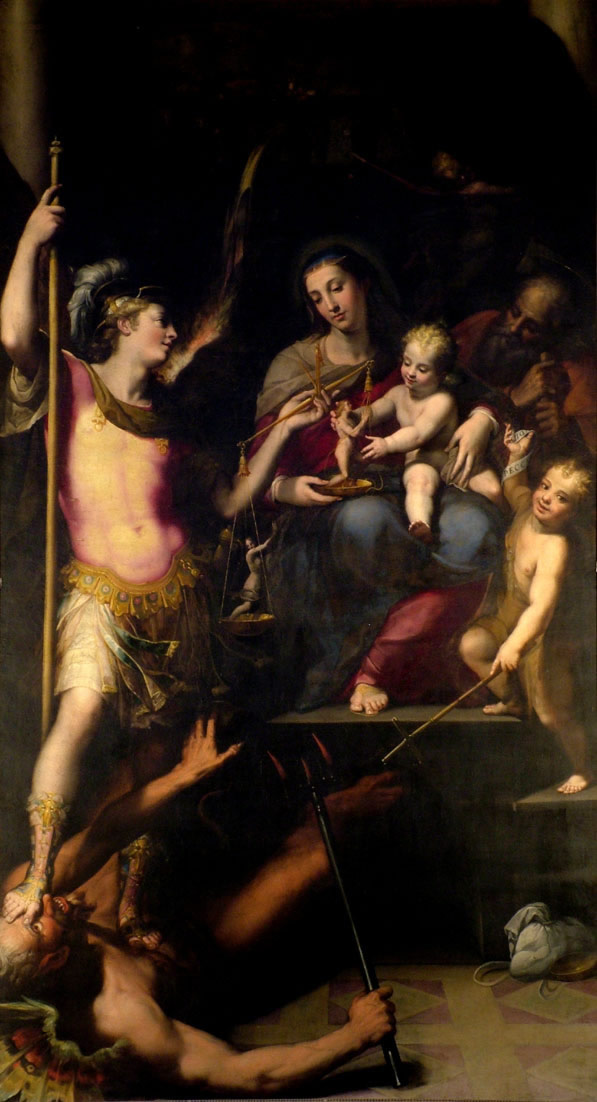
Sagrada Familia con San Juanito y San Miguel arcángel, obra de Sabatini y Denys Calvaert.

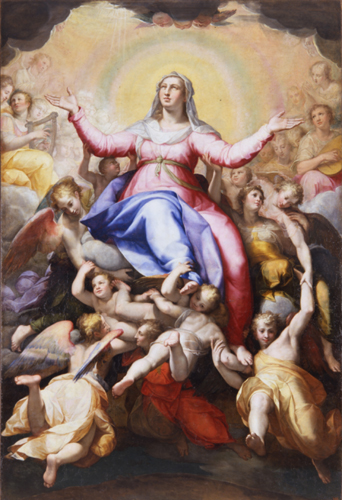
Asunción de la Virgen

Lorenzo Sabatini o Lorenzino da Bologna (Bolonia, c. 1530 - Roma, 2 de agosto de 1576) fue un pintor manierista italiano.

## Biografía
Su primera formación bebe directamente de los primeros maestros manieristas, artistas como Pellegrino Tibaldi, Niccolò dell'Abbate y sobre todo, Prospero Fontana, que fue su maestro y de quien fue colaborador en los primeros años de su carrera. Ya en su juventud trabó amistad con su condiscípulo Orazio Samacchini, con quien le uniría una cordial relación durante el resto de su vida.
Como su maestro, fue un fiel seguidor de los preceptos y el estilo impuesto por el rígido Giorgio Vasari, con quien acabaría trabajando junto a otros pintores en los trabajos de decoración de Florencia en 1565. Consiguió el suficiente prestigio como para ser elegido miembro de la Academia Florentina. Fue uno de los artistas que participaron en las decoraciones festivas con motivo de las bodas del gran duque Francisco I de Médici con Juana de Austria (1566).
Posteriormente volvería a su patria, donde realizó diversos trabajos para iglesias boloñesas, en los que expresa una progresiva liberación del estilo vasariano, con influencias de la escuela emiliana, principalmente de Parmigianino. Son destacables sus frescos de 1569 para el ábside de San Clemente, en el Collegio di Spagna, hoy destruidos, y sus trabajos en la Capilla Malvasia de San Giacomo Maggiore, donde pintó al fresco a los Cuatro Doctores de la Iglesia y los Evangelistas, así como una tabla de altar representando a la Virgen con el Niño y San Miguel arcángel, en colaboración con Denys Calvaert.
A principios de los años 1570 viajó a Roma para colaborar en las decoraciones de la Sala Regia del Vaticano, de nuevo a las órdenes de Vasari, a cuyo estilo volvió a someterse totalmente. Sus últimas obras muestran un acercamiento al estilo contramanierista que entonces se imponía en el ambiente artístico de la corte papal. Murió en Roma en 1576.

## Obras destacadas
- Última Cena (c. 1560, San Girolamo allá Certosa, Bolonia)
- Bodas de Caná (c. 1560, San Girolamo allá Certosa, Bolonia), perdida.
- Sagrada Familia con santos (San Egidio, Bolonia)
- Judith con la cabeza de Holofernes (1562, Banca del Monte di Bologna e Ravenna, Bolonia)
- Seis Virtudes (1565, Palazzo Vecchio, Florencia)
- Virgen con el Niño o del Limón (Colección particular)
- Disputa de Santa Catalina (Pinacoteca Nacional de Bolonia)
- Asunción de la Virgen (Pinacoteca Nacional de Bolonia)
- Frescos de la Capìlla Malvasia (1566-70, San Giacomo Maggiore, Bolonia)
  - Los Cuatro Evangelistas
  - Los Cuatro Doctores de la Iglesia (1570)
- Sagrada Familia con San Juanito y San Miguel arcángel (1570, San Giacomo Maggiore), ejecutada en colaboración con Denys Calvaert.
- Virgen entronizada con cuatro santos (1570, Colección particular)
- Virgen con el Niño y San Juanito (1572, Museo del Louvre, París)
- Cristo en Gloria con los santos Luis de Francia, Bartolomé y Antonio de Padua (Museo di San Domenico, Bolonia)
- Pietà (1576, Sacristía de San Pedro del Vaticano, Roma)